# Redemptio
A latin redemptio (magyaros átírásban redempció) vagyis megváltás szóval jelölik a magyar történelemben a jászkun kerület önmegváltását, amelynek során 1745-ben pénzért visszaszerezték a török háborúk után 1702-ben elvesztett korábbi kiváltságaikat.

## Előzmények
A török háborúk során a jászkun kerület területén jelentős népességváltozás történt. Sokan elvándoroltak, például hajdúk lettek. A török hódoltság alóli felszabadulás után idegenek költöztek a területre, hat kun szék (Halas-szék, Szentelt-szék, Kolbáz-szék, Kecskemét-szék, Kara-szék, Hantos-szék) közül kettő (Hantos- és Szentelt-szék) az Alföld lakosságát pusztító török uralom alatt teljesen el is tűnt. Mindezekre hivatkozva I. Lipót nem tekintette többé érvényesnek a korábbi jászkun kiváltságokat és 1702-ben 500 ezer rajnai aranyforintért zálogba adta a Német Lovagrendnek a Jászságot és a két Kunságot, Kiskunságot és Nagykunságot, vagyis a Hármaskerületet, a Heves, Külső-Szolnok, Pest, Csongrád, Bács-Bodrog, Bihar és Szabolcs vármegyék által határolt különálló területet.
„Mi Lipót stb. rendeljük emlékezetül stb., hogy Mi Főtisztelendő és Fenséges Ferenc Lajos Herceg Úr, a Boldogságos Szűz Máriáról nevezett jeruzsálemi vitézlő német rend poroszországi főkormányzójának, Németországban, Olaszországban és a tengerentúli részekben ugyanezen rend nagymesterének és legkedvesebb vérséges rokonunknak felséges udvarunknál időző követe és teljhatalmú megbízottja tisztelendő és nagyságos Eisenheimbi Heüsleim Martisilius, az előbb megnevezett rend lovagja által közvetített alázatos kérelmére a dolognak huzamos és kölcsönös megfontolása és vitatása után, végre az úgy szóval, mint írásban beadott javaslat után bekövetkezett megegyezéssel, bizonyos 500.000 rénes forintnyi pénzösszegért és azért, a jólemlített nagymesternek és lovagrendjének bizonyos, az elébb említett magyarországi örökös királyságunk megyéiben, tudniillik Hevesben és külső Szolnokban, a Duna és Tisza folyók között, és a körülöttök elfekvő úgynevezett Nagy- és Kiskunsági, nem kevésbé a jászok, vagy filiszteusok kerületeit, a hiteles alakban kiadott összeírás szerinti, az alább részletesen megnevezendő tartozandóságaikkal, ugyanis városaikkal, úgy lakott, mint elhagyott falvaikkal, vagy pusztáikkal tulajdonul adjuk.”
Ez a rendelet eltörölte a jászok és kunok örökös kiváltságait és jobbágysorba süllyesztette őket. A sérelem miatt a jászok és kunok a Rákóczi-szabadságharc lelkes támogatói voltak. Mivel a Német Lovagrend nem tudta érvényesíteni vásárolt jogait, 1731-ben (más források szerint 1730 illetve 1735) eladta jogát a pesti Invalidus-háznak. A Német Lovagrend nem törekedett a belső igazgatási rendszer megváltoztatására, de a Pesti Invalidus Rendház megkísérelte bevezetni a földesúri szolgáltatásokat. Mária Terézia az országos tiltakozásnak engedve 1745-ben beleegyezett a redemptióba, az önmegváltásba.

## A megváltás

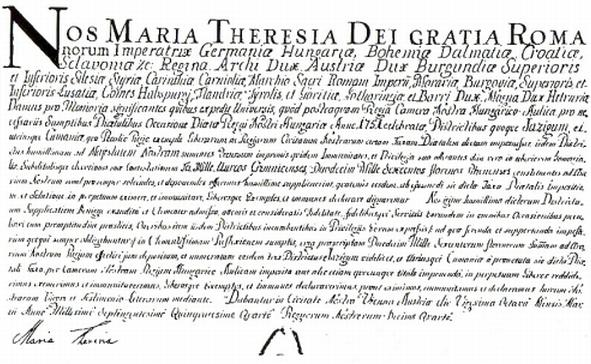
Mária Terézia 1745. május 6-án kelt diplomája

A kerületben mozgalom alakult a jogok visszaszerzésére. Több éves gyűjtésből és kölcsönökből sikerült összeszedni a közben 575 900 forintra nőtt összeget, amely egyes források szerint az akkori Magyarország költségvetésével összemérhető nagyságú volt. Ezen összegen felül vállalták 1000 lovas felszerelését, az általános hadfelkelést, valamint a nádor és más tisztviselők fizetésének megadását.
1745. május 6-án Mária Terézia aláírta redemptióról szóló diplomát, amely visszaállította a szabad jászok és kunok örökös kiváltságait, azaz a szabad tisztviselő- és lelkészválasztást, a pallosjogot, a révtől, vámoktól és a földesúri szolgáltatásoktól való mentességet.
A jászok-kunok a redemptio során kivételt tettek, úgyhogy több, pénzzel rendelkező, betelepülő vagyonos polgár is részt vehetett a redemptióban. A betelepülők eredetileg nem voltak jászok-kunok. Akik részt vettek a megváltás összegének összegyűjtésében, „redemptusok”, akik pedig nem tudtak részt venni benne, „irredemptusok” lettek.
A redemptio megváltoztatta a községi földtulajdonok korábban egyenlő elosztási arányát, mert azt, a redemptusok között, az általuk megváltott összeg nagyságának arányában osztották el. A redemptusok minden közösségi jószágból (például legelők) részesültek, míg az irredemptusok csak a ház körüli veteményföldekből. Végül voltak a „zsellérek”, későbbi betelepülők, akik még közmunkákkal is tartoztak a közösségnek.
A redemptusok tudatosan ápolták kun-jász származástudatukat, amiben komoly szerepe volt az iskoláknak és a helyi értelmiségnek. A földmegváltás az 1760-1770 közötti időszakban lezárult, tisztázódtak a tulajdonviszonyok. A földnek magántulajdonban való megjelenésével komoly gazdasági fejlődés és erőteljes társadalmi rétegződés indult meg.

## További információ
- Kelemen Kajetán: A jász-kun redemptio története és fejlődése a jelen korig. Szeged, 1877 Online
- Nagy Lajos: A jászkun birtokviszonyok fejlődése és jogi alapja. Karcag, 1878 Online
- Guthy Benő: A jász-kun ős-redemptiónak 1655. évtől a jelenkorig kiterjedő történeti ismertetése; Weisz Ny., Bp., 1898
- Kele József: A Jász-Kunság megváltása; Grill, Bp., 1903
- Szabó Irén: Egy jász falu gazdasági-társadalmi képe a redemptio után; KLTE, Debrecen, 1971 [Jászkisér]
- Jászkun redemptio. Emlékkönyv a jászkun redemptio 250. évfordulójára / Gedenkbuch anlässlich des 250 jährigen Jubileums der Jassenkumanischen Redemptio / Memorial album on the 250th anniversary of the Jazygian-Cumanian redemption; szerk. Szakál Aurél, fotó Ferincz János, Ternyák Jenő; Önkormányzat–Thorma János Múzeum–Városi Polgári Kör, Kiskunhalas, 1995
- Mária Terézia királynő kiváltságlevele a jászok és a kunok részére (Redemptio), 1745; tan. Csáky Imre; Start Nonprofit Kft., Nyíregyháza, 2014 (A magyar királyság vármegyéinek és kiváltságos kerületeinek címereslevelei a XVIII-XIX. században)
- A rendelkezés szabadsága. Emlékezés a kunok és a jászok betelepedésének 780. évfordulójára a jászkun redemptio ünnepén; Déryné Kulturális, Turisztikai, Sport Központ és Könyvtár, Karcag, 2019
- Mihalik Béla Vilmos: A kétszer megváltott nép. Katolikus egyház a Jászkunságban, 1687–1746; BTK Történettudományi Intézet, Bp., 2020 (Magyar történelmi emlékek. Értekezések)

## Külső hivatkozások
- A nagy per[halott link]